# 음성 경녕군 부인 김씨 묘소
음성 경녕군 부인 김씨 묘소(陰城 敬寧君 夫人 金氏 墓所)는 충청북도 음성군 감곡면 영산리에 있는 조선시대 태종의 장남 경녕군의 부인 청원부부인 청풍 김씨의 묘이다. 1994년 12월 30일 충청북도의 기념물 제99호로 지정되었다.

## 개요
조선 태종의 장남 경녕군의 부인 청원부부인 청풍 김씨의 묘이다.
태종 16년(1416)에 경녕군과 혼인을 하였으며, 태종 17년(1417)에 안산군부인으로 봉해졌다. 세종 32년(1450) 4월 죽어서 현 위치에 장례하였다. 세조 4년(1458) 9월에 삼한부부인으로 봉해지고 고종 9년(1872)에 청원부부인으로 봉해졌다.
이 묘소는 다른 곳에서 보기 힘든 왕족의 4각형 묘로서 봉분 아랫부분에 둘레석을 둘렀으며, 묘 앞에는 묘비가 있고 좌우에는 문인석이 있다.

## 참고 문헌
- 음성 경녕군 부인 김씨 묘소 - 국가유산청 국가유산포털